# Les Érinnyes
Pour les articles homonymes, voir Érinyes.
Les Érinnyes (des Érinyes, divinités persécutrices des Grecs antiques) est une tragédie de style antique de Leconte de Lisle en deux parties et en vers, avec une introduction et des intermèdes pour orchestre de Jules Massenet.

## Musique de scène
Le directeur de l’Odéon, Félix Duquesnel a imposé l'orchestration de Jules Massenet à l'auteur qui a vivement protesté et écrit à une cousine en 1889 :
« […] Il est vrai que la musique de Massenet n’ayant aucun rapport avec mes vers, mes situations et l’époque où se passe l’action, a dû, par cela même, attirer un plus grand nombre d’auditeurs que de  spectateurs . Ces quatre-vingts musiciens font cependant un affreux tapage, couvrant la voix de mes acteurs, et me donnant des accès de rage. Mon amour pour la musique a toujours été d’une modération louable, mais il s’est changé en haine et en horreur. Ce bruit infernal, qui n’a d’ailleurs aucun sens appréciable, me donne des envies de meurtre. Serais-je donc, toute ma vie, en proie à des crins de chevaux grattant de malheureux boyaux de mouton ? C’est un affreux supplice, heureux les sourds […] . »

## Représentations
- 1873. Création à l’Odéon, le 6 janvier ; orchestre sous la direction d’Édouard Colonne.
- 1876. Reprise au Théâtre-lyrique de la Gaîté, le 15 mai ; orchestre sous la direction de Jules Danbé.
- 1889. Reprise à l’Odéon, le 16 mars, pour une série de vingt représentations, avec Émilie Lerou dans le rôle de Klytaimnestra.
- 1892. Reprise à l’Odéon, pour une série de seize représentations.
- 1910. Entrée au répertoire de la Comédie-Française.

## Critiques
- Camille Bellaigue, « Revue musicale : M. Porel a n’a pas attendu… », Revue des Deux Mondes, Paris, t. 92,‎ 1er mars 1889 (ISSN 0750-9278, lire en ligne sur Gallica, consulté le 22 avril 2025).
- Léon Blum, jeune  critique littéraire en 1912, reproche en termes très vifs à Massenet d’avoir conçu une musique qui n’a aucun rapport avec la pièce : « Sur un poème tranquille et serein jusque dans sa violence volontaire à la fois cruel et pour tout inspiré de la nudité d’Eschyle animé par la plus altère et la plus grave mélancolie M. Massenet a appliqué une musique sans noblesse et sans lignes, tendre, caressante, sensuelle, toute en sonorité et en grâces, totalement dépourvue d’unité et de vigueur. Il n’est pas question de nier la valeur propre de cette musique. Mais en jouant cette suite d’orchestre sans le texte aux concerts Colonne et le texte au théâtre français sans la musique tout serait au mieux[2]. »

## Éditions
- Leconte de Lisle, Les Érinnyes : tragédie antique en 2 parties, en vers, avec introduction et intermèdes pour orchestre, Paris, Alphone Lemerre, 1873, 63 p., in-16 (OCLC 5231851, lire en ligne sur Gallica).
- Les Érinnyes de Leconte de Lisle, Société des amis du livre moderne ; Illustrations par Auguste Leroux ; petit in folio 270 × 210 mm, 7 ff., 78 pages, 3 ff. ; illustré de 3 eaux-fortes hors texte et de 40 bandeaux gravés sur bois dans le texte en couleurs. Tirage à 150 exemplaires sur papier du Japon sous la direction de Charles Meunier, 125 ex. réservés aux Membres de la Société ; 1912.